# Joan Horvath
Joan Horvath es una ingeniera aeronáutica, escritora y empresaria estadounidense. Trabajó en el laboratorio de propulsión a reacción durante dieciséis años, en la oficina de transferencia tecnológica y en los proyectos de vuelo Magallanes y TOPEX/Poseidon.
Fue CEO de la ahora desaparecida Takeoff Technologies, y es cofundadora de una empresa de impresión 3D, Nonscriptum LLC.

## Obras seleccionadas
- Robinson, Laura Lovett, Joan Horvath, Jeff Cuzzi ; prólogo de Kim Stanley (2006). Saturn : a new view. New York: Abrams. ISBN 9780810930902.[4]
- Horvath, Joan ; ilustraciones de Nichole Wong ; prólogo de Greg (2007). What scientists actually do. Corona, Calif.: Stargazer Pub. Co. ISBN 9781933277080.[5]